# Houston Chronicle
O Houston Chronicle é um jornal diário de Houston, Texas, Estados Unidos. É um dos 10 maiores jornais do país, com uma circulação diária de mais de 549.300 exemplares.
Com o encerramento de seu tradicional concorrente, o Houston Post, seus maiores competidores estão localizados em Dallas-Fort Worth. É o maior jornal operado pela Hearst Corporation, uma multinacional da mídia, com US$ 4 bilhões de rendimento. O jornal emprega cerca de 2.000 pessoas, incluindo aproximadamente 300 jornalistas, editores e fotógrafos.
O Chronicle possui escritórios em Washington D.C., México, Colômbia, Dallas, San Antonio, Austin, Beaumont e no Vale do Rio Grande. Sua página na Internet tem média de 25 milhões de visitas por mês. O jornal é atualmente vítima de múltipas tentativas de boicote, incluindo uma de uma estação de rádio de Houston e do Partido Republicano de Houston sob alegações de um ponto de vista político liberal.